# Terre de Peary
Pour les articles homonymes, voir Peary.
La terre de Peary est une péninsule du Nord du Groenland qui s'avance dans l'océan Arctique. Elle est délimitée par le fjord Victoria à l'ouest et le fjord de l'Indépendance au sud et au sud-est. Elle est bordée par la mer de Lincoln à l'ouest et la mer de Wandel à l'est. Au nord, le cap Morris Jesup, point le plus septentrional du Groenland, marque la limite de ces deux mers de l'océan Arctique. 
La région est nommée d'après l'explorateur polaire américain Robert Peary qui l'explore pour la première fois lors de son expédition de 1891 et 1892. Il croit alors qu'elle forme une île séparée du reste du Groenland. En 1907, l'explorateur danois Ludvig Mylius-Erichsen meurt en essayant de trouver le passage entre la terre de Peary et le Groenland. C'est en 1912 qu'il est prouvé que ce détroit n'existe pas et que la terre de Peary fait bien partie du Groenland.
Au large de la terre de Peary, se trouve Kaffeklubben, une petite île considérée comme la terre émergée la plus au nord du monde (il existe des bancs de graviers encore plus au nord, comme Oodaaq, mais ceux-ci ne sont pas permanents).

## Pour approfondir